# أوتيس رينيه
أوتيس رينيه (بالإنجليزية: Otis René)‏ هو كاتب أغاني ومنتج أسطوانات أمريكي، ولد في 2 أكتوبر 1898، وتوفي في 5 أبريل 1970.

## وصلات خارجية
- أوتيس رينيه على موقع IMDb (الإنجليزية)
- أوتيس رينيه على موقع ميوزك برينز (الإنجليزية)
- أوتيس رينيه على موقع قاعدة بيانات برودواي على الإنترنت (الإنجليزية)
- أوتيس رينيه على موقع ديسكوغز (الإنجليزية)